# Acatopygia ornata
Acatopygia ornata är en tvåvingeart som beskrevs av Krober 1912. Acatopygia ornata ingår i släktet Acatopygia och familjen stilettflugor. Inga underarter finns listade i Catalogue of Life.